# Classe dirigente
La locuzione classe dirigente si riferisce alla classe sociale che domina le strutture politiche, economiche, sociali e culturali di una nazione. 
Quando le classi dirigenti sono connotate da un'elevata propensione alla difesa dello status quo, si indicano con l'anglicismo establishment.

## Storia
Già in Età antica sorsero le classi dirigenti, nelle società ove ebbe luogo la Rivoluzione urbana.
Un esempio di presenza di classe dirigente si potrebbe rinvenire nell'istituto della schiavitù, perché i diritti della vita delle persone appartenevano completamente al padrone dello schiavo.
Un’autorevole tradizione che risale al repubblicanesimo classico, la cui struttura discorsiva (e a Roma anche di potere) era basata sul dualismo tra «i pochi» e «i molti», tra «patrizi» e «plebei», riposa sul dualismo tra chi esercita il potere decisionale (i pochi) e chi non lo esercita (i molti); ciò ha alimentato «la proverbiale sfiducia nei confronti delle élite, che il popolo deve sottoporre a un controllo permanente per non essere dominato. Questa contrapposizione ideologica è diventata un tema centrale nel repubblicanesimo e ne cogliamo un’eco negli scritti di Machiavelli e di altri umanisti».
Durante il feudalesimo, i signori avevano potere sui vassalli perché controllavano il feudo, il che dava loro potere politico e militare sopra le persone che vivevano sul territorio. In alternativa, i Comuni conoscevano forme di affermazione sociale più moderate e fondate sul potere economico.
Nella Repubblica Sudafricana durante l'apartheid, molte persone nere e di famiglie di razze miste erano soggette a tale regime di segregazione, che tolse la cittadinanza ad alcune famiglie e separò legalmente il paese per razza e credo. Gli studi di Mattei Dogan - condotti all'inizio degli anni 2000 sulle élite nelle società pluraliste contemporanee - hanno mostrato che in questi tipi di società, precisamente per la loro complessità, la loro eterogeneità e particolarità per la divisione sociale del lavoro e i molti livelli di stratificazione, non ci sono, o non ci possono essere, delle coerenti classi dirigente, anche se nel passato ci sono stati esempi di classi dirigenti solide, come il regime Zarista, quello Ottomano e i più recenti totalitarismi del XX secolo (comunismo e nazismo).

## Descrizione
La classe dirigente élite detentrice del potere appartiene ad una minoranza che condiziona le decisioni riguardo alla linea politica della società stessa, assumendo un ruolo egemone anzitutto a livello economico, intellettuale e morale.
L'idea di struttura può, spesso, essere resa con quella di sistema politico, inteso in senso lato: esso si differenzia dallo Stato, in quanto è un insieme di relazioni e interazioni, e non un'organizzazione in senso proprio. Il termine descrive gli interessi delle élite nelle varie istituzioni, aventi valenza politica o puramente sociologica.
La classe dirigente è una parte della classe alta che rientra in circostanze abbastanza specifiche: detiene sia la maggior parte della ricchezza che la più forte influenza su tutte le altre classi.

### Il problema della definizione
Nel definire la classe dirigente di una determinata società è necessario non confonderla con la classe dominante, né con la classe politica, con le quali non è detto che coincidano. Alcuni sociologi, tra i quali Luciano Gallino, hanno ravvisato l'insorgenza di una crisi del sistema sociale, proprio nel momento in cui la o le classi dominanti, pur mantenendo un certo dominio, hanno smarrito la capacità di dirigere intellettualmente e moralmente le società occidentali.
Il sociologo C. Wright Mills sostenne che la classe dirigente differisce dal potere d'élite. Quest'ultimo si riferisce semplicemente al piccolo gruppo di persone con la maggior parte del potere politico. Molti di loro sono politici,  e leader militari.
Nell'economia politica marxista, la classe dirigente si riferisce a quel segmento della classe della società che ha la maggior parte del potere economico - e solo in seconda battuta - quello politico. Sotto il capitalismo, la classe dirigente - i capitalisti e i borghesi - consiste di quelle persone che possiedono e controllano i mezzi di produzione e quelli che sono capaci di dominare e strutturare la classe operaia, mandandoli a lavorare abbastanza da produrre il plusvalore, la base del profitto, interesse, e affitto (proprietà di reddito). Questa proprietà di reddito può essere usata per accumulare più potere, per estendere ulteriormente il dominio della classe. Il potere economico di una classe dà lo straordinario potere politico così che lo stato o la politica del governo riflette quasi sempre gli interessi percepiti di quella classe.

### La funzione sociale
La funzione della classe dirigente fu enunciata da Guido Dorso, nel suo saggio Dittatura , classe politica e classe dirigente edito postumo nel 1949: "Oligarchie reggono la politica,  l’economia, perfino la cultura umana; ed esse debbono essere sopportate,  anzi sono addirittura elette, fino a quando coincidono con l’interesse della collettività, contribuiscono al benessere collettivo, adempiono, cioè, una funzione sociale.  Naturalmente l’appartenere a queste oligarchie  conferisce ai subietti vantaggi materiali e morali […];  ma questi vantaggi sono il corrispettivo di funzioni pesanti e difficili , che la massa non può esercitare direttamente e che perciò si trovano a essere implicitamente delegati agli uomini che si trovano al vertice della società. La classe dirigente ha perciò doveri sociali da adempiere, e il suo senso di responsabilità consiste appunto nel saper coordinare i suoi interessi particolari e quelli generali, cioè nel farsi pagare quanto meno caro possibile le sue prestazioni oligarchiche".
Nonostante il fatto che essa si applichi anche a momenti di forte innovatività nella gestione della cosa pubblica e dell'interesse collettivo, la definizione di classe dirigente si riferisce ad un fenomeno che, nella polemica populista, tende ad essere considerato in maniera negativa: del resto, quando le classi dirigenti hanno una propensione alla difesa dello status quo, sembrano avere poco rispetto e cura dei diritti delle persone delle classi inferiori; più in generale, "quando si produce una sclerotizzazione delle classi dirigenti e di conseguenza si determina un mancato ricambio della classe politica è inevitabile che questa situazione si ripercuota sul funzionamento delle istituzioni e anche nel rapporto tra governanti e governati".
I soggetti che non rientrano nella classe dirigente, o ne ostacolano l'attività, sono definiti outsider: anche per essi, come per la classe dirigente, la definizione, sotto il profilo sociologico, va intesa in senso rigorosamente avalutativo.

## Nella cultura di massa
Ci sono molti esempi di sistemi di classi dirigenti in romanzi, film e show televisivi. Nel romanzo Il mondo nuovo di Aldous Huxley, tutti quanti sono creati geneticamente e divisi per classi; la classe Alpha è la classe dirigente perché ha le più alte posizioni e il controllo sulla maggior parte del mondo.
Anche nel romanzo di George Orwell 1984 il Grande Fratello e il governo controllano letteralmente cosa sente la nazione, vede e impara.
Gli esempi nei film includono V per Vendetta, in cui nel Regno Unito è instaurato un severo governo totalitario.
Un altro esempio può esser rappresentato dagli Stati Uniti distopici dipinti da Ray Bradbury nel suo Fahrenheit 451.